# 6-Shogaol
6-Shogaol (abgeleitet von japanisch 生姜、 shōga, deutsch ‚Ingwer‘) ist ein natürlicher Inhaltsstoff des Ingwerrhizoms (Zingiber officinale). Die Verbindung ist neben 6-Gingerol hauptverantwortlich für den scharfen Geschmack des Ingwers. Die erstmalige Extraktion gelang 1918 H. Nomura durch Destillation des Rhizomöls, der erste korrekte Vorschlag für die Strukturformel kam 1927 von Nomura und Tsurumi.
Von besonderem medizinischen Interesse sind die vielfältigen potentiell gesundheitsfördernden Wirkungen von 6-Shogaol, weshalb die Verbindung Gegenstand der aktuellen Forschung ist.

## Vorkommen

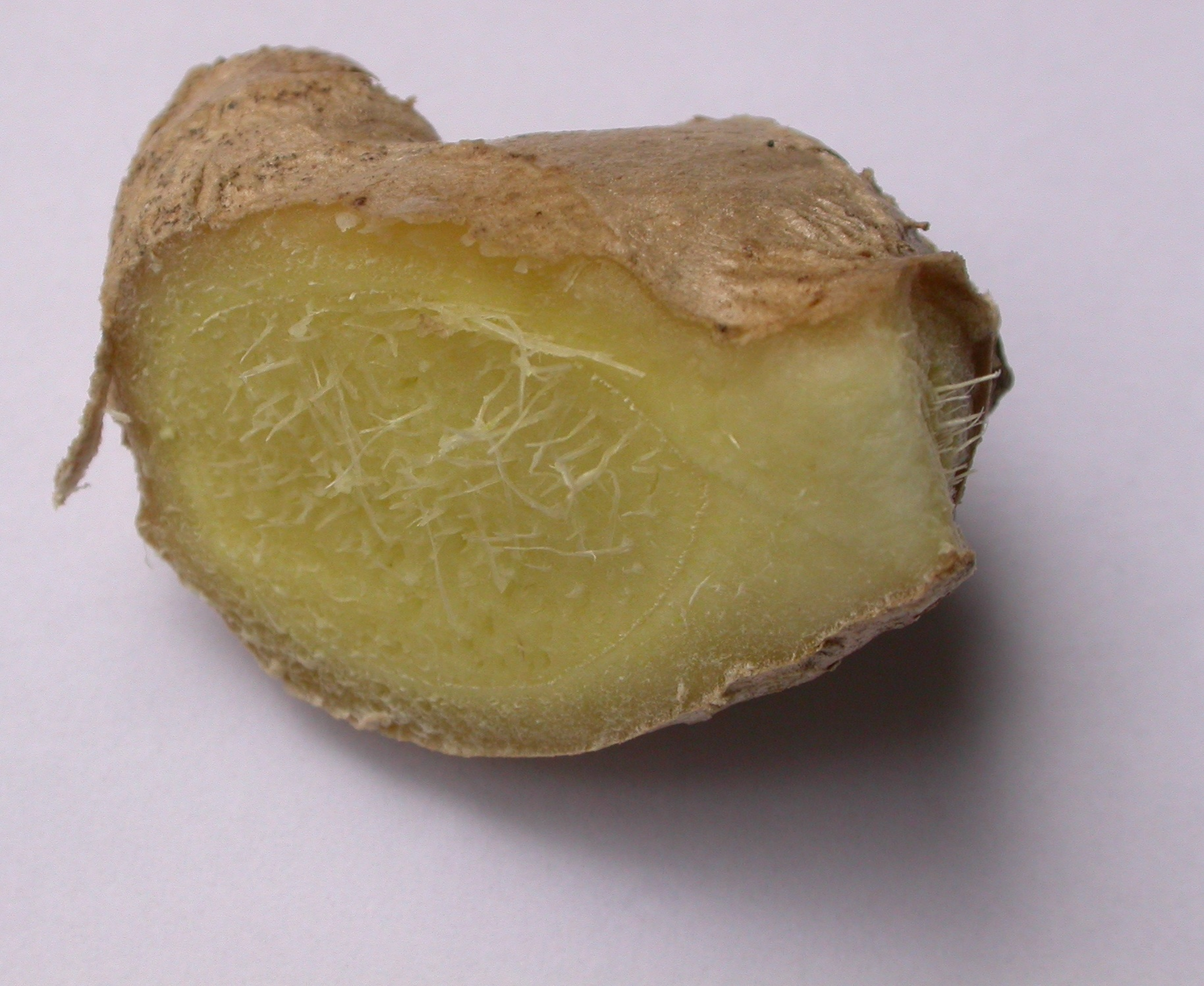
6-Shogaol kommt natürlich im Rhizom von Ingwer (Zingiber officinale) vor.

6-Shogaol kommt neben den Derivaten 4-, 8-, 10- und 12-Shogaol in geringen Konzentrationen von bis zu 2,3 mg/g im ungetrockneten Wurzelstock des Ingwers vor. Die Konzentration der Verbindung ist jedoch in getrocknetem Ingwer weitaus höher. Der Anteil von 6-Shogaol in Ingwer kann durch Kochen, Bedampfen oder kurzes Anbraten erhöht werden.
Chemisch sehr ähnlich ist die Verbindung mit 6-Gingerol, einer ebenfalls im Ingwerrhizom anzufindenden Substanz. Das Shogaol-Molekül entspricht einem in α-β-Position zur Ketogruppe dehydratisiertem Gingerol-Molekül und entsteht aus diesem beim Trocknen von Ingwer.

## Analytik
Die Extraktion von 6-Shogaol erfolgt üblicherweise aus getrocknetem Ingwer mit einem organischen Lösungsmittel wie Ethanol. Der Anteil von 6-Shogaol im Extrakt kann erhöht werden, indem die Extraktion bei einem niedrigen pH-Wert durchgeführt wird und das Ethanol auf 80 °C erwärmt wird. Das restliche 6-Gingerol kann mit Bmim-hydrogensulfat unter Bestrahlung mit Ultraschall größtenteils in das gewünschte 6-Shogaol umgewandelt werden. Die weitere Aufreinigung erfolgt in der Regel chromatographisch mit Methoden wie der HPLC, UHPLC und HSCCC.

## Synthese
Eine Synthese von 6-Shogaol ist ausgehend von einer Claisen-Schmidt-Kondensation von Vanillin mit Aceton zu Dehydrozingeron möglich. Durch eine anschließende gekreuzte Aldolkondensation mit Hexanal in Tetrahydrofuran entstehen 6-Dehydroshogaol und 6-Dehydrogingerol. Letzteres wird katalytisch zum 6-Gingerol hydriert, aus welchem durch Zugabe von Salzsäure 6-Shogaol hergestellt werden kann.

Syntheseweg für 6-Shogaol ausgehend von Vanillin.

## Physiologische Wirkungen
Mit einem Wert von 160.000 Scoville ist 6-Shogaol etwa dreimal schärfer als das 6-Gingerol, jedoch bedeutend milder als reines Capsaicin.
Mehrere Studien berichteten über verschiedene Wirkungen von 6-Shogaol, die unterschiedliche potentielle Anwendungen als Medikament möglich erscheinen lassen. Insbesondere die Nutzung von 6-Shogaol in der Behandlung von Tumoren ist Gegenstand der aktuellen Forschung: nach diesen Berichten hemmte die Verbindung teils sowohl in vitro als auch in vivo die Ausbreitung von gastrointestinalen Tumoren, Prostata- und kann die Bildung von Brustkrebszellen unter anderem über Inaktivierung des NF-κB-Transkriptionsfaktor beziehungsweise Regulierung der Aktivität des MMP-9-Enzyms verhindern. 6-Shogaol löste selektiv in Krebszellen den programmierten Zelltod durch Apoptose aus, welche durch Produktion von reaktiven Sauerstoffspezies und insbesondere durch Aktivierung des Enzyms Caspase induziert wurde.
Eine andere Studie stellte ein verlangsamtes Fortschreiten des Krankheitsverlaufs bei Alzheimer-Krankheit fest. Auch konnte eine potentiell schützende Wirkung auf cholinerge Neuronen durch die Verbindung festgestellt werden. Die Dysfunktion und das Absterben derartiger Neuronen wird als Ursache der Gedächtnisprobleme bei Alzheimer gesehen. Eine andere Studie kam zu dem Ergebnis, dass 6-Shogaol von allen untersuchten Gingerolen und Derivaten das stärkste Antioxidans und die am stärksten entzündungshemmende Substanz ist, was seitens der Forschungsgruppe auf die in α,β-Stellung ungesättigte Ketogruppe zurückgeführt wird. Wie 6-Gingerol ist auch das Shogaol ein Inhibitor der Blutgefäßproliferation im glatten Muskelgewebe.
Klinische Studien zur Wirkung von 6-Shogaol am Menschen existieren bisher nicht. Dagegen versuchen viele Webseiten, die mutmaßlich positiven Wirkungen von Ingwer gegen die verschiedensten Erkrankungen anzupreisen.